# Гайдаров, Владимир Георгиевич
Владимир Георгиевич Гайда́ров (нем. Wladimir Gaidarow, 1893—1976) — русский, немецкий, советский актёр.

## Биография
Родился 13 (25 июля) 1893 года в Полтаве. С шести лет учился игре на скрипке. В третьем классе гимназии организовал литературный кружок, в пятом увлёкся философией. В 1912 году приехал в Москву, и был принят на философское отделение историко-филологического факультета Московского университета. В 1914 году ещё будучи студентом университета, успешно сдал экзамены в студию МХТ. В 1915 году дебютировал в кино в эпизодической роли в цыганском хоре в фильме «Мара Крамская». С 1916 года снимался в главных ролях, в том числе в фильмах Якова Протазанова.
В конце 1920 года в составе труппы Художественного театра, в которой играла и его жена Ольга Гзовская, эмигрировал через Прибалтику в Германию. Часть труппы работала в берлинском кабаре «Голубая птица», Гайдаров ставил спектакли с участием жены. Снимался в фильмах ведущих режиссёров Германии, таких как Фридрих Вильгельм Мурнау («Горящая пашня», 1922), Карл Теодор Дрейер («Заклеймённые», 1922), Джоэ Май («Трагедия любви», 1924), Рихард Освальд («Женщина сорока лет», 1925). В 1930 году поставил в качестве режиссёра германо-эстонский фильм «Волны страсти», основав для этого в Берлине собственную производственную фирму «Владимир Гайдаров Фильм ГмбХ».
Поддерживал связи с советским посольством в Берлине и в 1932 году вернулся в Москву. В 1933 году снялся вместе с Ольгой Гзовской в фильме «Степные песни». В 1934 году переехал в Ленинград. Выступал с концертами и лекциями. Только в 1938 году его зачислили в труппу Ленинградского государственного академического театра драмы имени А. С. Пушкина, где он работал до 1968 года, сыграв около сорока ролей.
Умер 17 декабря 1976 года в Ленинграде. Похоронен на кладбище посёлка Комарово.
В 2003 году в Полтаве, на улице Гоголя на фасаде кинотеатра «Колос» была установлена мемориальная доска памяти актёра.

## Роли в театре

### Ленинградский академический театр драмы им. А. С. Пушкина(1938—1965)
- 1938 — «Маскарад» М. Лермонтова — Казарин
- 1938 — «Таланты и поклонники» А. Н. Островского — Великатов
- 1939, 1949 — «Полководец Суворов» И. В. Бахтерева и А. В. Разумовского — Клейнрогге
- 1942 — «Коварство и любовь» Ф. Шиллера — Вурм
- 1942 — «Фронт» А. Корнейчука — Благонравов
- 1942 — «Пер Гюнт» Генрика Ибсена — Пер Гюнт
- 1946 — «Победители» Б. Ф. Чирскова — Виноградов, начальник штаба фронта
- 1947 — «Глубокие корни» Д. Гоу, А. д‘Юссо — Мэррик
- 1951 — «Завтрак у предводителя» И. Тургенева — Пехтерьев
- 1953 — «Порт-Артур» И. Попова и А. Степанова — Стессель, генерал
- 1953 — «Шакалы» Я. Якобсона — Курт Шнейдер
- 1956 — «Второе дыхание» А. Крона — Левин
- 1957 — «Осенний сад» Л. Хеллман — Григгс
- 1959 — «Сын века» И. Куприянова — Толстопятов
- 1965 — «Скандальное происшествие с мистером Кэттлом и миссис Мун» Дж. Б. Пристли. Режиссёр: А. Н. Даусон — Клинтон

## Фильмография

### В России
- 1915 — Мара Крамская — цыган в хоре
- 1916 — Аромат греха
- 1916 — Когда умирает любовь
- 1916 — На крыльях смерти — князь Ипполит Златогорский
- 1916 — Панна Мэри — пианист Стрижекни
- 1916 — Ты ко мне не вернешься — миллиардер Старк и принц К.
- 1916 — Ураган
- 1916 — Шквал — Владимир
- 1917 — Её жертва
- 1917 — И тайну поглотили волны
- 1917 — Когда его час настанет
- 1917 — Не надо крови — Сергей Глаголин
- 1917 — Песнь свободы
- 1918 — Отец Сергий — царь Николай I
- 1918 — Метель — Владимир
- 1918 — Горничная Дженни — Жорж Анжер
- 1918 — Иола — скульптор Арно
- 1919 — То надежда, то ревность слепая
- 1919 — Правда — любовник
- 1919 — Люди гибнут за металл
- 1919 — Голгофа женщины

### В Германии
- 1922 — Заклейменные / Die Gezeichneten
- 1922 — Горящая пашня / Der brennende Acker
- 1923 — Человек в железной маске / Der Mann mit der eisernen Maske
- 1923 — Трагедия любви / Tragödie der Liebe
- 1924 — Елена / Helena
- 1924 — Любите жизнь / Liebet das Leben
- 1925 — Авантюрист поневоле / Hochstapler wider Willen
- 1925 — Женщина сорока лет / Die Frau von vierzig Jahren
- 1926 — Роман молодого бедняка / Le Roman d’un jeune homme pauvre
- 1926 — Манон Леско / Manon Lescaut
- 1926 — Борьба полов / Kampf der Geschlechter
- 1926 — Бегство в цирк / Die Flucht in den Zirkus
- 1927 — Мадонна спальных вагонов / La Madone des sleepings
- 1927 — Альпийская трагедия / Alpentragödie
- 1927 — Белая рабыня / Die weiße Sklavin
- 1927 — Альпийский зной / Alpenglühen
- 1928 — Похищение женщин в Марокко / Frauenraub in Marokko
- 1928 — Женщина на пытках / Die Frau auf der Folter
- 1928 — Дама в маске / Die Dame mit der Maske
- 1928 — Тернистый путь княгини / Dornenweg einer Fürstin
- 1929 — Святая или проститутка / Heilige oder Dirne
- 1930 — Волны страсти / Wellen der Leidenschaft (режиссёр и актёр)
- 1931 — Луиза, королева Пруссии / Luise, Königin von Preußen — царь Александр I
- 1932 — Ночная колонна / Nachtkolonne

### В СССР
- 1933 — Степные песни — Данила Рогозный
- 1946 — Клятва — генерал Фридрих Паулюс
- 1950 — Сталинградская битва — генерал Фридрих Паулюс
- 1955 — Герои Шипки — лорд Солсбери
- 1968 — Всего одна жизнь — английский посол
- 1968 — Ошибка Оноре де Бальзака — генерал Бибиков

## Награды и премии
- Заслуженный артист РСФСР (1940)
- Сталинская премия первой степени (1950) — за исполнение роли генерала Паулюса в фильме «Сталинградская битва».